# Інґрід Скьолдвер
Інґрід Скьолдвер (нар. 8 серпня 1993 р.) — норвезька екоактивістка, колишня голова екологічної організації «Природа та молодь». 
До того, як 10 січня 2016 року її обрали головою організації Природа та молодь, обіймала кілька посад в організації, останню як заступниці голови. На посаді голови перебувала до 2017 року.
Вона родом із Сортланда в Вестеролені. 

## Екологічна дія
У лютому 2016 року була залучена до дій проти запланованого проєкту Nordic Mining у Фьордефьордені. Крім цього заходу, брала особливу участь у акції «Природа та молодь» проти нафти. Як старша радниця з питань нафти Скьолдвер також працювала в екологічному фонді Bellona, і з 2015 по 2017 рік була членкинею Національної ради Норвезького товариства охорони природи. Зараз є заступницею голови Народної акції за звільнення від нафти Лофотен, Вестерол і Сенья (Фолькеаксьонен).
Протягом 2018 року Природа та молодість об’єднали зусилля з Грінпіс і Grandparents Climate Campaign, щоб подати до суду на норвезький уряд за відкриття нових районів Арктики для буріння нафти. Коаліція трьох екологічних груп стверджувала, що цей крок уряду порушує Конституцію Норвегії, а також прихильність нації Паризькій угоді. Суди постановили, що поточне і запропоноване буріння в Арктиці не порушує конституційне право на здоровий клімат.
Однак успіх до Скьолдвер прийшов в квітні 2019 року, коли дії Folkeaksjonen, а також її співпраця з іншими норвезькими неурядовими організаціями та політиками призвели до постійного захисту Лофотенських островів, Вестеролена та Сеньї від нафтового буріння.

## Зовнішні посилання
- Стрічка Інгрід Скьолдвер у Twitter [Архівовано 5 травня 2022 у Wayback Machine.]
- Офіційний сайт Folkeaksjonen [Архівовано 12 березня 2022 у Wayback Machine.]
- Офіційний сайт Природи та Молоді [Архівовано 29 листопада 2020 у Wayback Machine.]